# Piabucina pleurotaenia
Piabucina pleurotaenia är en fiskart som beskrevs av Regan, 1903. Piabucina pleurotaenia ingår i släktet Piabucina och familjen Lebiasinidae. Inga underarter finns listade i Catalogue of Life.